# SV Kettenkamp
Der SV Kettenkamp e.V. ist ein deutscher Sportverein mit Sitz in der niedersächsischen Gemeinde Kettenkamp innerhalb der Samtgemeinde Bersenbrück.  Der Verein ist vor allem bekannt durch seine Frauenfußball-Mannschaft, die von 1998 bis 2001 in der zu dieser Zeit zweitklassigen Regionalliga Nord spielte.

## Geschichte
Der Verein wurde am 2. Juli 1962 gegründet, bereits kurzzeitig im Jahr 1928 und später wieder ab 1948 gab es einen Fußballverein mit dem Namen DJK Kettenkamp, diesem sind die heutigen Vereinsfarben nachempfunden.

## Frauenfußball
Im Jahr 1992 gelang der Mannschaft der Aufstieg in die Bezirksklasse sowie ein Jahr später einen erneuten Aufstieg in die Bezirksliga. Zur Spielzeit 1998/99 gelang dem Team der Aufstieg in die Regionalliga Nord. Mit 22 Punkten sichert man sich hier den achten Platz am Ende der Saison und konnte die Klasse halten. Am Ende der Folgesaison landete man mit 14 Punkten auf dem vorletzten Platz. Da die Mannschaft des SV Wilhelmshaven aufgrund von Verzicht am Ende der Spielrunde abstieg, reichte dieser Platz noch für den Klassenerhalt. Die Saison 2000/2001 war dann aber die letzte in der Regionalliga und mit einem Rekordwert von 20 Niederlagen in der Saison und nur vier gesammelten Punkten, stieg man komplett abgeschlagen wieder ab. 
So ging es dann ab der Saison 2001/02 in der Niedersachsenliga weiter, wo man sich erstmal im Mittelfeld halten konnte. Aus dieser wurde dann ab der Spielzeit 2008/09 die Oberliga Niedersachsen.
Nach der Runde 2012/13 nahm die Mannschaft dann aber nicht mehr am Spielbetrieb teil und trat noch ein letztes Mal im Niedersachsenpokal an. Zur Spielzeit 2014/15 wurde aus der 9er-Mannschaft, welche zuvor als Zweitvertretung in der 1. Kreisklasse spielte, die neue erste Mannschaft. Diese wurde dann auch kurze Zeit später zu einer Mannschaft mit regulärer Größe. Seit der Spielzeit 2020/21 ist diese aber wieder als 9er-Mannschaft im Spielbetrieb unterwegs.

## Herrenfußball
Von Vereinsgründung an gab es schon eine erste Herren-Mannschaft im Verein. Diese spielte aber niemals in höheren Spielklassen. In der Saison 1998/99 schaffte man es einmal kurz in die Bezirksklasse.